# Caridina umtatensis
Caridina umtatensis е вид десетоного от семейство Atyidae.

## Разпространение
Видът е разпространен в Южна Африка (Източен Кейп).